# 해안로 (안산시)
해안로는 경기도 안산시 단원구 성곡동에서 안산시 상록구 팔곡동을 잇는 약 13.5km의 일반 도로이다. 주요 공단지역과 사동, 본오동을 지나면서 매송 나들목과 국도 제42호선, 국도 제39호선(두 국도는 수인산업도로의 일부이다., 국도 제77호선 등 안산의 주요 도로와 교차되기 때문에 반월공단과 연계된 차들이 많이 이용한다.

## 노선
신광고아루 앞 - 동일제지 사거리 - 동양테크필 사거리 - 대성산업 사거리 - 도시개발 사거리 - 별망고가 사거리(77번 국도와 연결) - 해안교 - 대우6차아파트 삼거리 - 사리사거리 - 경기테크노파크 - 한국해양연구원 - 명휘원 - 준공업단지 사거리 - 용신 3교 - 본오교회 삼거리 - 각골사거리(매송 나들목과 연결) - SK팔곡주유소 - SK용담주유소 - 팔곡지하차도(수인산업도로와 연결)

## 참고 사항
별망고가 사거리에서 공단 방면에서 고가차도를 탔을 경우, 국도 제77호선의 일부인 별망로와 연결된다. 또한 사리사거리에서는 해안로가 대우6차아파트를 감싸듯이 차지하고 있으며 한양대학교 정문 방면으로는 용신로, 안산시청 방면으로는 광덕대로가 자리하고 있다.
그리고 일부 지역에 대해서는 랜드마크를 기준으로 교차로 이름을 임의대로 정하였다.
팔곡지하차도는 해안로에서 수원방면으로 진입이 가능하지만 인천방면으로는 불가능하며, 이 근방 교차로는 마치 나들목과 같은 역할을 하고 있다.

## 갤러리

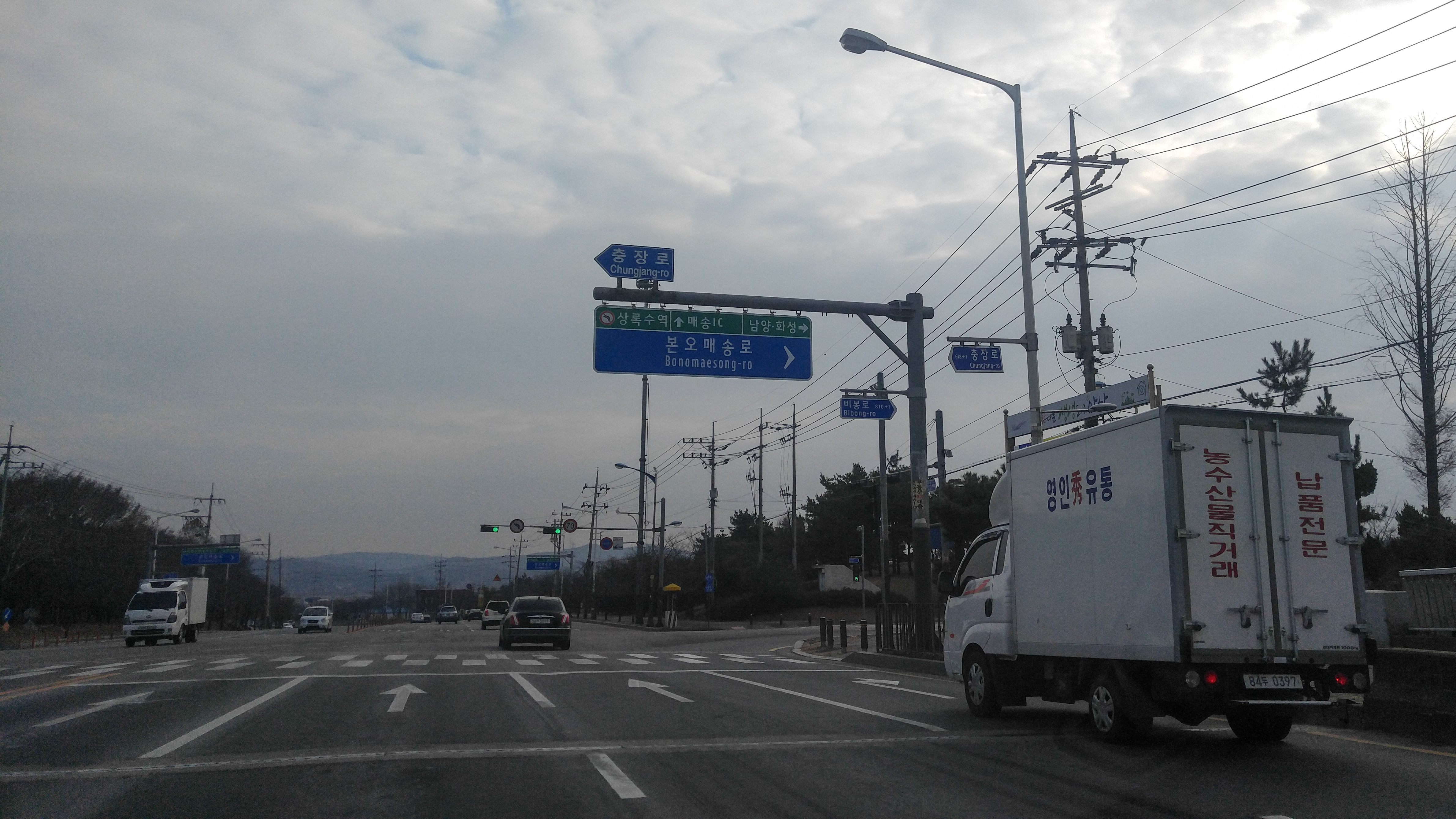
본오지하차도사거리 (팔곡 방면)
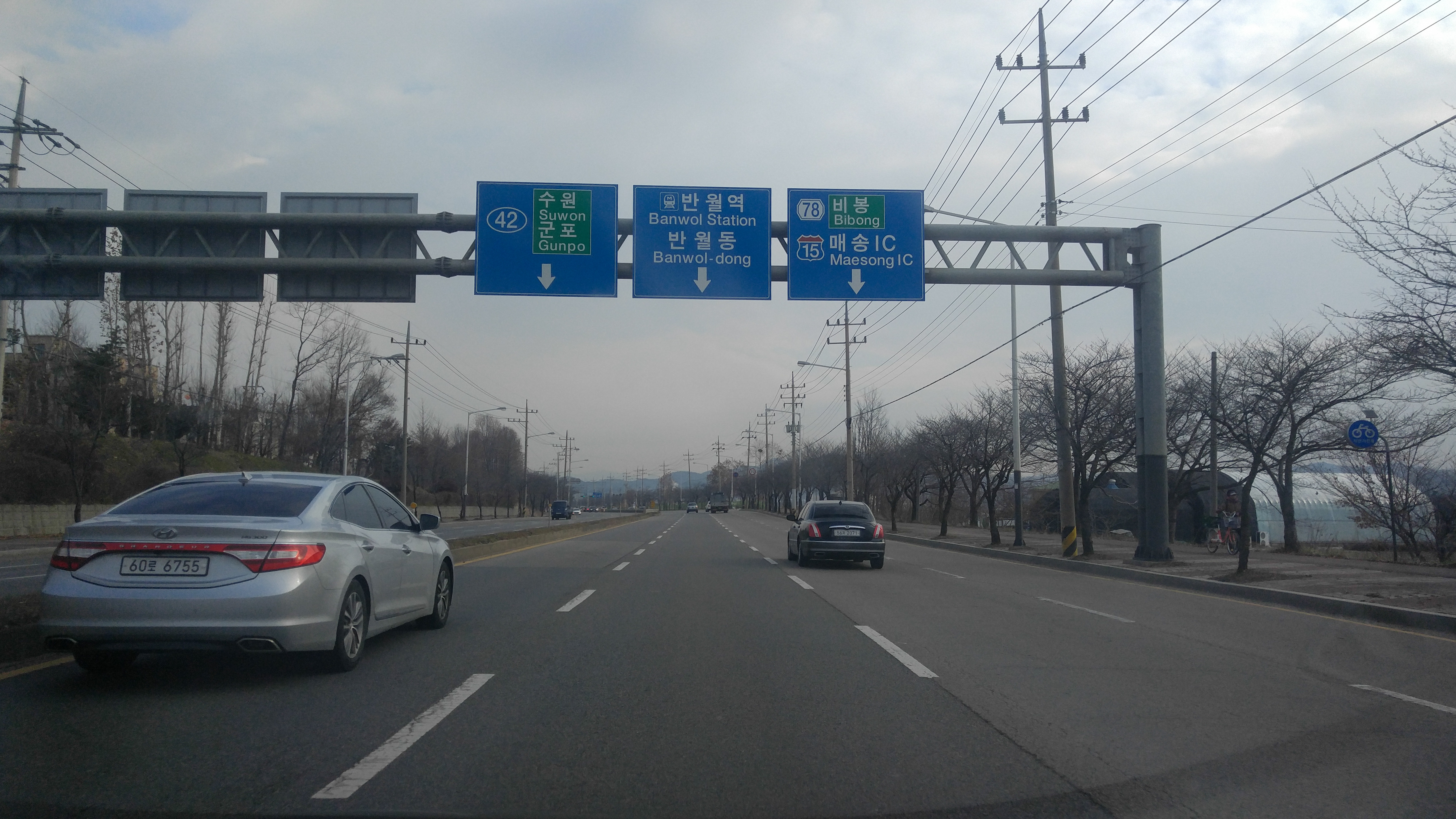
각골사거리 700m 표지판 (팔곡 방면)
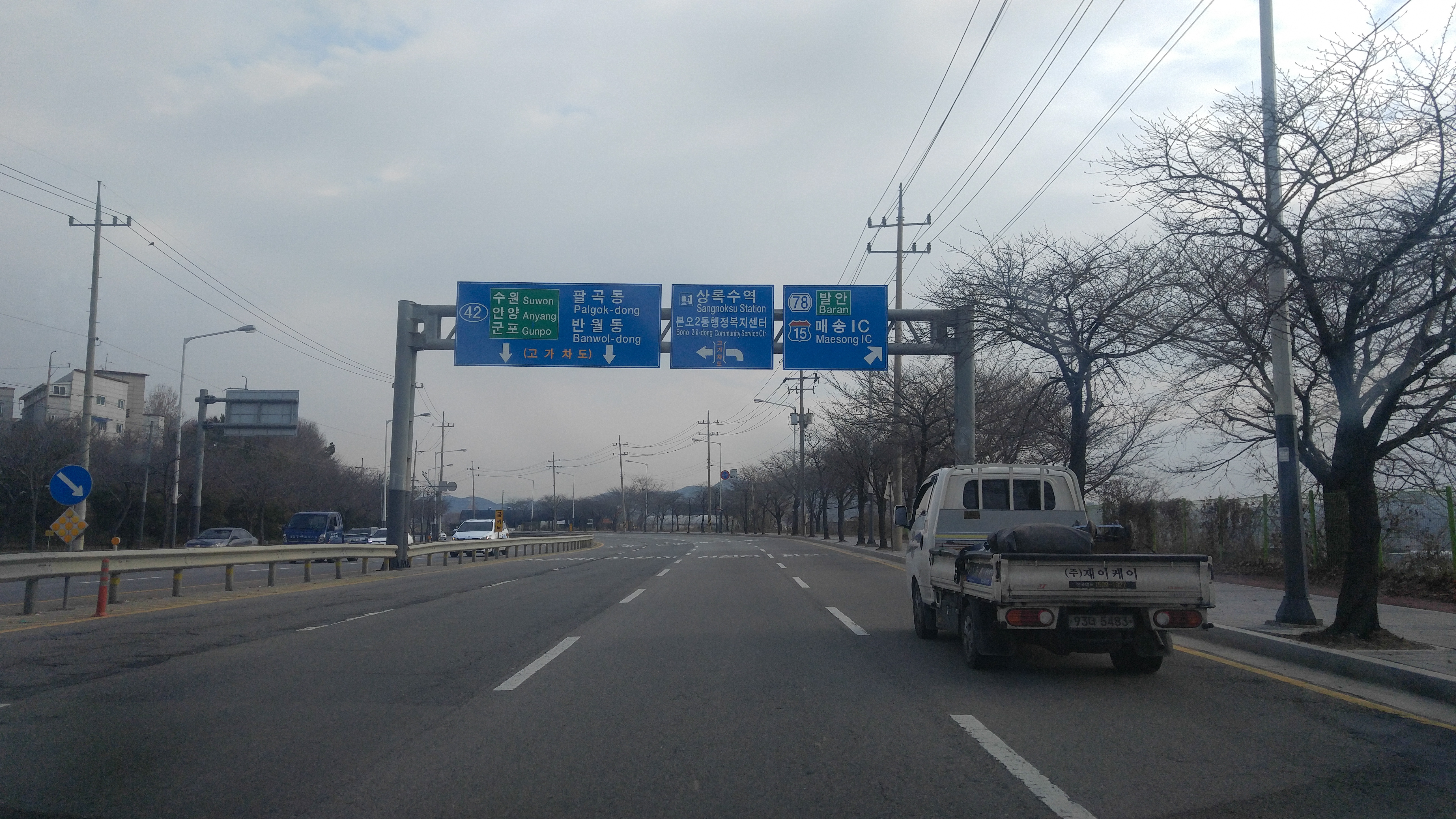
각골사거리 500m 표지판 (팔곡 방면)
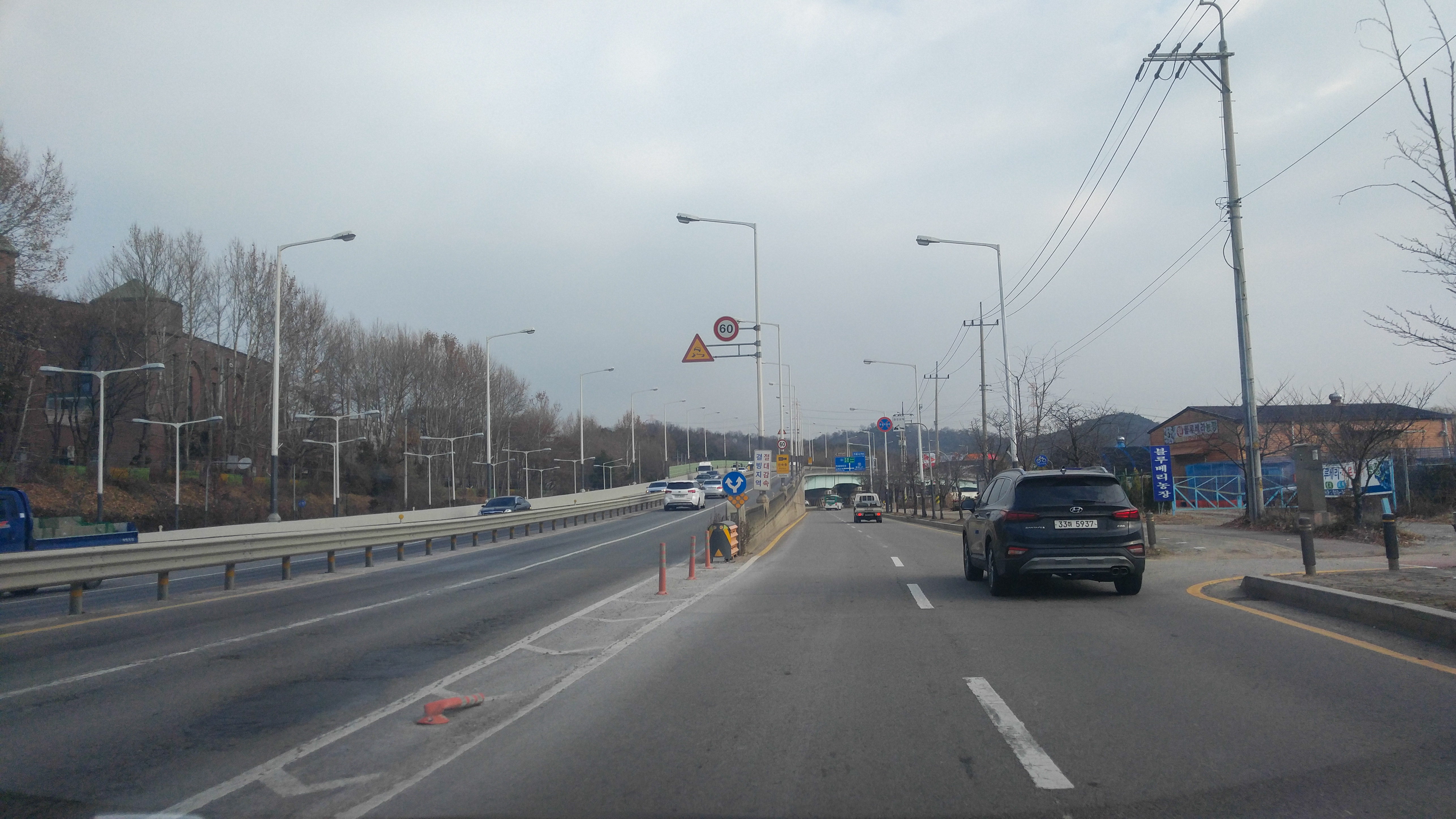
각골고가차도 (팔곡 방면)